# Crypsinus oblongifolius
Crypsinus oblongifolius là một loài thực vật có mạch trong họ Polypodiaceae. Loài này được (S.K. Wu) X. Cheng mô tả khoa học đầu tiên năm 2005.